# Cyrtopholis antillana
Cyrtopholis antillana is een spinnensoort uit de familie van de vogelspinnen (Theraphosidae). De wetenschappelijke naam van de soort werd in 1894 gepubliceerd door Tamerlan Thorell.
De soort komt voor in Guadeloupe.